# Gibberula miliaria
Gibberula miliaria is een slakkensoort uit de familie Cystiscidae. De wetenschappelijke naam werd gepubliceerd in 1758 door Carl Linnaeus in de tiende editie van Systema naturae.